# El Tarajal
El Tarajal és una platja de Ceuta, a prop de la frontera amb el nord del Marroc. La platja fa uns 250 metres de longitud i té una amplada mitjana d'uns 15 metres. És a la punta del sud de Ceuta de la carretera costanera N13. Fou l'escenari de la Tragèdia del Tarajal del 2014 i la crisi migratòria de 2021.